# アルテミス合意
アルテミス合意（アルテミスごうい、英語: Artemis Accords）は、月や火星などの宇宙探査や宇宙利用に関する基本原則を定めた国際的な合意。2020年10月にアメリカやイギリス、日本など8か国の署名により合意された。1967年発効の宇宙条約を踏まえ、宇宙の平和利用やスペースデブリの削減、歴史的遺産の保護、国家間の干渉の防止を求めている。

## 沿革
アルテミス合意は、アメリカが2024年の打ち上げを目指し進める有人月面探査のアルテミス計画を念頭におき提唱されたもので、2020年10月14日に国際宇宙会議 (IAC) において日本・アメリカ・カナダ・イギリス・イタリア・オーストラリア・ルクセンブルク・アラブ首長国連邦の8か国の代表により署名された。11月にウクライナが署名、2021年5月24日に韓国が、2021年6月1日にニュージーランドが、2021年6月16日にブラジルが、2022年5月10日にコロンビアが、2022年6月7日にフランスがそれぞれ署名を行った。2024年5月現在の協定国は40カ国である。

## 主な内容
- 平和目的の利用
- 透明性の確保
- 相互運用性の確保
- 緊急支援
- 科学データの共有
- 宇宙遺産の保全
- 宇宙資源の利用
- 干渉の防止
- スペースデブリ対策